# Douglas Northcott
Douglas Geoffrey Northcott FRS (Londres, 31 de dezembro de 1916 – 8 de abril de 2005) foi um matemático britânico que trabalhou com álgebra comutativa.
Começou suas pesquisas sob a supervisão de Godfrey Harold Hardy, mas seu trabalho foi interrompido por serviço militar na Segunda Guerra Mundial, dedicando-se depois ao estudo da álgebra, influenciado por Emil Artin, que encontrou quando visitou a Universidade de Princeton.
Recebeu o Prêmio Berwick Junior de 1953. Foi palestrante do Congresso Internacional de Matemáticos em Amsterdam (1954).

## Publicações
- Northcott, D. G. Multilinear algebra. Cambridge University Press, Cambridge, 1984. ISBN 0-521-26269-0
- Northcott, D. G. A first course of homological algebra. Reprint of 1973 edition. Cambridge University Press, Cambridge-New York, 1980. ISBN 0-521-29976-4
- Northcott, D. G. Affine sets and affine groups. London Mathematical Society Lecture Note Series, 39. Cambridge University Press, Cambridge-New York, 1980. ISBN 0-521-22909-X
- Northcott, D. G. Finite free resolutions. Cambridge Tracts in Mathematics, No. 71. Cambridge University Press, Cambridge-New York-Melbourne, 1976.
- Northcott, D. G. Lessons on rings, modules and multiplicities. Cambridge University Press, London 1968
- Northcott, D. G. An introduction to homological algebra. Cambridge University Press, New York 1960
- Northcott, D. G. Ideal theory. Cambridge Tracts in Mathematics and Mathematical Physics, No. 42. Cambridge, at the University Press, 1953.